# Marcin Tomasik
Marcin Tomasik – polski aktor teatralny, związany z Teatrem Dramatycznym w Elblągu.

## Ważniejsze role teatralne
- Staszek – Wesele (Stanisław Wyspiański) – reż. Adam Hanuszkiewicz
- Wariat 1 – Kordian (Juliusz Słowacki) – reż. Adam Hanuszkiewicz
- Theo – Edith i Marlene – reż. W. Matuszewski
- Robert – Niezidentyfikowane szczątki ludzkie i prawdziwa natura miłości – reż. Rafał Matusz
- Pan Młody – Menora (piosenki żydowskie) – reż. Wiesława Niemaszek
- Służący – Korea (teatr przy stoliku) – reż. Stefan Burczyk
- Hackelberry Finn – Przygody Tomka Sawyera – reż. Jan Szurmiej
- Dobczyński – Rewizor (Nikołaj Gogol) – reż. Andrzej Walden
- Lis, Biznesmen, Geograf, Próżny – Mały Książę (Antoine de Saint-Exupéry) – reż. Jan Skotnicki
- Nieborak – O dwóch takich, co ukradli księżyc (Kornel Makuszyński) – reż. Cezary Domagała
- Ronnie – Okno na parlament – reż. Stefan Szaciłowski
- Albin – Śluby panieńskie (Aleksander Fredro) – reż. Henryk Rozen
- Kaziuk C – Konopielka (Edward Redliński) – reż. Jerzy Nowacki
- Chłopak – Gdzie ten skarb? (Elżbieta Kuryło i Tadeusz Kwinta) – reż. T. Kwinta
- Colin Creven – Tajemniczy ogród (Frances Hodgson-Burnett) – reż. C. Domagała
- Barman – Cafe Sax (piosenki Agnieszki Osieckiej) – reż. C. Domagała
- Demetriusz – Sen nocy letniej (William Szekspir) – reż. Mirosław Siedler
- Listonosz – Na pełnym morzu (Sławomir Mrożek) – reż. Giovanny Castellanos
- Śmigalski / trzeci Mularz – Zemsta (Aleksander Fredro) – reż. Ewa Marcinkówna
- Billy – Lot nad kukułczym gniazdem (Ken Kesey) – reż. Wiaczesław Żiła
- Julek Piekarczyk – Jak Piekarczyk chwat Elbląg uratował (Janusz Komorowski) – reż. Mirosław Siedler

## Nagrody
- Duża Ogródkowa nagroda jury XIV Konkursu Teatrów Ogródkowych w Warszawie – sierpień 2005 za "Cafe Sax" w reż. Cezarego Domagały
- Duża Ogródkowa Nagroda Publiczności XIV Konkursu Teatrów Ogródkowych w Warszawie – sierpień 2005 za "Cafe Sax" w reż. Cezarego Domagały

## Udział w filmach
- "Przedwiośnie" – reż. Filip Bajon – student Akademii Medycznej